# Giro d'Oro 2005
Il Giro d'Oro 2005, ventitreesima edizione della corsa e valida come evento dell'UCI Europe Tour 2005 categoria 1.1, si svolse il 17 aprile 2005 su un percorso totale di circa 184 km. Fu vinto dall'italiano Luca Mazzanti che terminò la gara in 4h38'05", alla media di 39,7  km/h.
Partenza con 135 ciclisti, dei quali 71 portarono a termine il percorso.

## Ordine d'arrivo (Top 10)
| Pos. | Corridore          | Squadra      | Tempo    |
| ---- | ------------------ | ------------ | -------- |
| 1    | Luca Mazzanti      | Panaria      | 4h38'05" |
| 2    | Freddy González    | Panaria      | a 3"     |
| 3    | José Rujano        | Colombia     | s.t.     |
| 4    | Sergio Barbero     | Naturino     | a 18"    |
| 5    | Ruggero Marzoli    | Acqua & Sap. | a 25"    |
| 6    | Alexander Gut      | Lamonta      | s.t.     |
| 7    | Emanuele Sella     | Panaria      | s.t.     |
| 8    | Paolo Tiralongo    | Panaria      | s.t.     |
| 9    | Janez Brajkovič    | Adria Mobil  | s.t.     |
| 10   | Przemysław Niemiec | Miche        | s.t.     |